# Leia stigmatica
Leia stigmatica är en tvåvingeart som beskrevs av Edwards 1925. Leia stigmatica ingår i släktet Leia och familjen svampmyggor. Inga underarter finns listade i Catalogue of Life.